# Công ty Giấy Bãi Bằng
Bãi Bằng là một doanh nghiệp nhà nước sản xuất bột giấy và các sản phẩm giấy của Việt Nam. Năm 2006, Công ty Giấy Bãi Bằng trở thành một thành viên của Tổng công ty Giấy Việt Nam, đóng góp hơn 50% sản lượng giấy in và giấy viết của tổng công ty này.
Nhà máy Giấy Bãi Bằng được thành lập vào cuối năm 1982 với sự giúp đỡ về tài chính và công nghệ của chính phủ Thụy Điển. Ban đầu, Bãi Bằng chỉ gồm một nhà máy sản xuất giấy.
Năm 2002, nhà máy được mở rộng, nâng công suất từ 48.000 tấn bột, 55.000 tấn giấy lên 61.000 tấn bột và 100.000 tấn giấy.
Năm 2004, 16 lâm trường cung cấp nguyên liệu làm bột giấy vốn trước kia thuộc Công ty Nguyên liệu giấy Vĩnh Phú được sáp nhập vào Bãi Bằng. Công ty còn sản xuất cả phân bón vi sinh từ phế thải của quá trình sản xuất giấy.
Cơ sở sản xuất và văn phòng chính của công ty tọa lạc tại thị trấn Phong Châu, huyện Phù Ninh, tỉnh Phú Thọ.